# John Deere

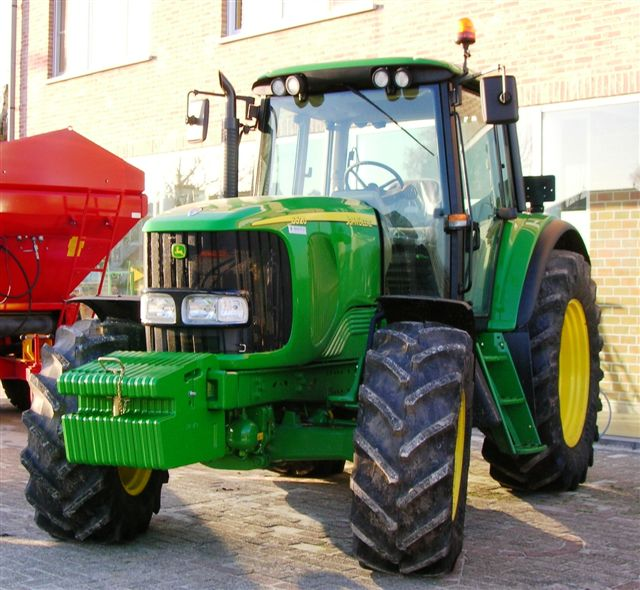
John Deere traktor.

John Deere är ett amerikanskt företag som tillverkar jordbruksmaskiner, jordbruksredskap, skogsmaskiner, trädgårdsmaskiner, anläggningsmaskiner och dieselmotorer. Det ingår i Deere & Company.
Deere & Company är idag världens största tillverkare av maskiner och redskap för lantbruk, skogsbruk och entreprenad. I Sverige är John Deere ett väl inarbetat varumärke, speciellt på traktorsidan, men även på redskapssidan. Logotypen är en stiliserad hoppande vitsvanshjort i profil.

## Historik

### Plogar

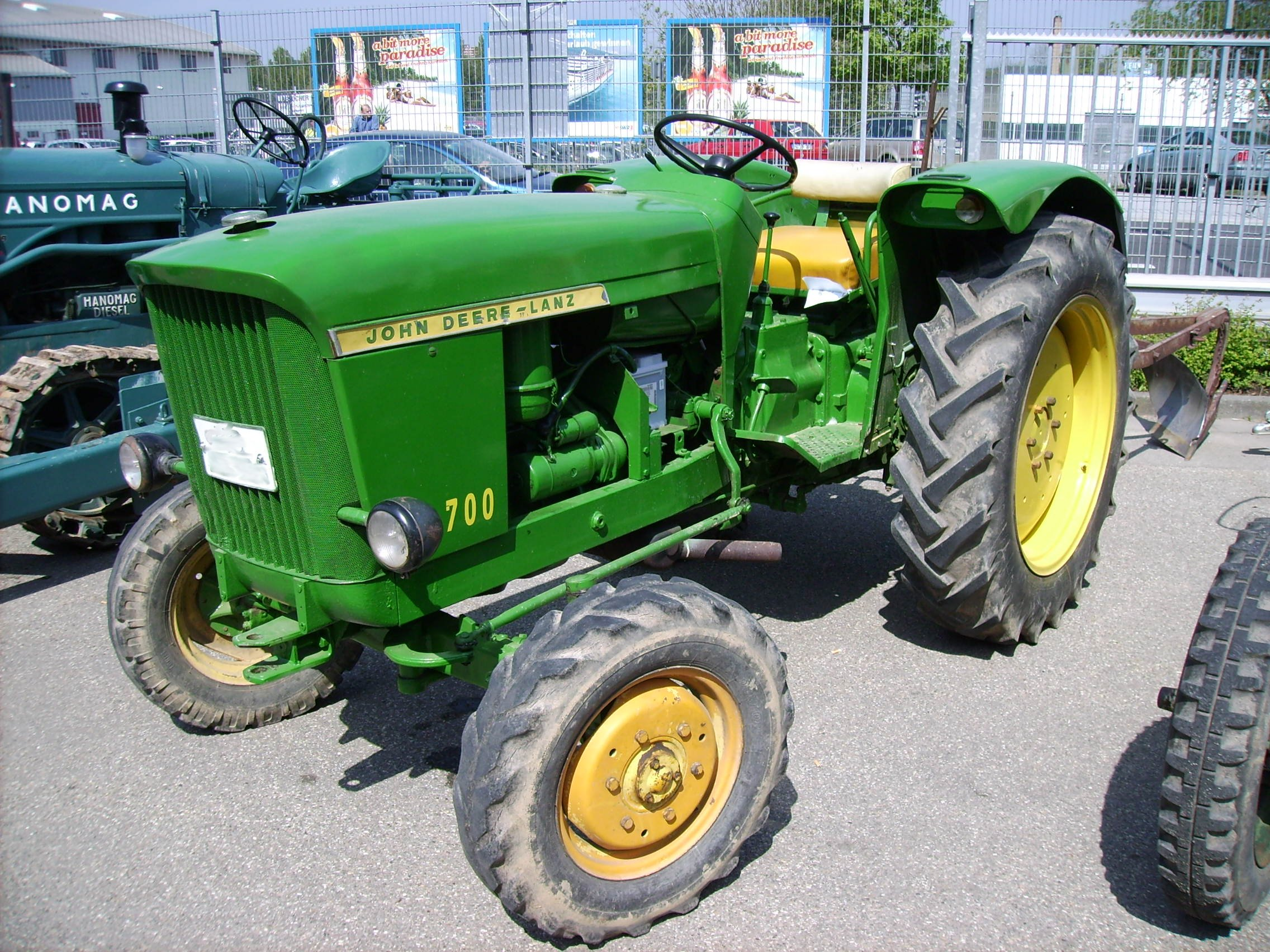
John Deere-Lanz 700

Företagets grundare John Deere föddes i Rutland i Vermont (New England) den 7 februari 1804. Efter avslutad yrkesskola började han år 1825 arbeta som plogsmed. År 1837 startade han en liten smidesverkstad och började tillverka sin egenutvecklade plog av gjutstål. Plogen var starkare i sin konstruktion än de befintliga järnplogarna, vilket gjorde att marker som tidigare inte kunnat plöjas nu kunde odlas upp. Plogen blev en succé. 1841 tillverkades varje år 100 plogar. 1848 flyttades tillverkningen till Moline i Illinois.
Verksamheten tog ordentlig fart när han övergav den gängse affärsmodellen att endast tillverka på beställning och 1849 producerade Deere, Tate & Gould 200 plogar per månad. År 1853 löste Deere ut Tate och Gould från företaget och 1857 producerades över 1100 plogar per månad. 1858 överlämnade John Deere ledningen av bolaget till sonen Charles Deere. Charles Deere kom att leda bolaget under 46 år. Han var den som ledde bolaget från att vara en regional tillverkare till en av USA:s ledande tillverkare av jordbruksredskap. Under 1860-talet sålde John Deere sina andelar av företaget till sin svärson och son och 1868 bildades företaget Deere & Company i Moline, Illinois. John Deere dog 1886, 82 år gammal.
År 1876 registrerade bolaget den hoppande hjorten som varumärke.

### Traktorer
År 1918 inleddes John Deeres traktortillverkning då bolaget köpte Waterloo Boy tractors. Samma år såldes 5634 Waterloo Boy-traktorer. 1923 lanserades D-modellen, den första traktorn med namnet John Deere. År 1925 inleddes arbetet med GP-traktorn som blev företagets svar på Farmall-traktorn.
År 1956 etablerade John Deere produktion i Europa genom köpet av Heinrich Lanz AG i Västtyskland. År 1962 var 35 000 anställda i John Deere-koncernen. Bolagets huvudkontor invigdes 1964 och ritades av Eero Saarinen.
På 1970-talet och i början av 1980-talet tillverkade Deere & Company även snöskotrar.

## Skogsmaskiner
Deere & Co förvärvade 2000 tidigare finländska Metsos skogsmaskintillverkning under namnet Timberjack med en omsättning på 4,8 miljarder kronor, och med tillverkning (av skotare) i Joensuu i Finland, (av skördare) i Filipstad i Sverige (1987-2003), samt i tre fabriker i USA och Kanada.

## Produktion
Deere & Company's huvudkontor ligger i Moline, Illinois, USA. Huvudkontoret i Sverige ligger i Malmö. Tillverkning sker i fabriker över hela världen och produktionen för den europeiska marknaden har sitt centrum i Mannheim i Tyskland. Jordbrukstraktorer tillverkas i storlekar från 51 kW/70hk (JD5070) till 445 kW/597hk (JD9630). De största modellerna kan fås med hjul eller band.

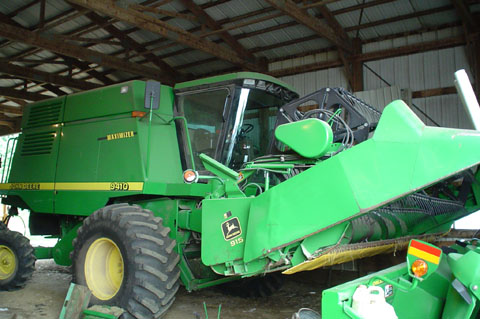
John Deere 9410 skördetröska
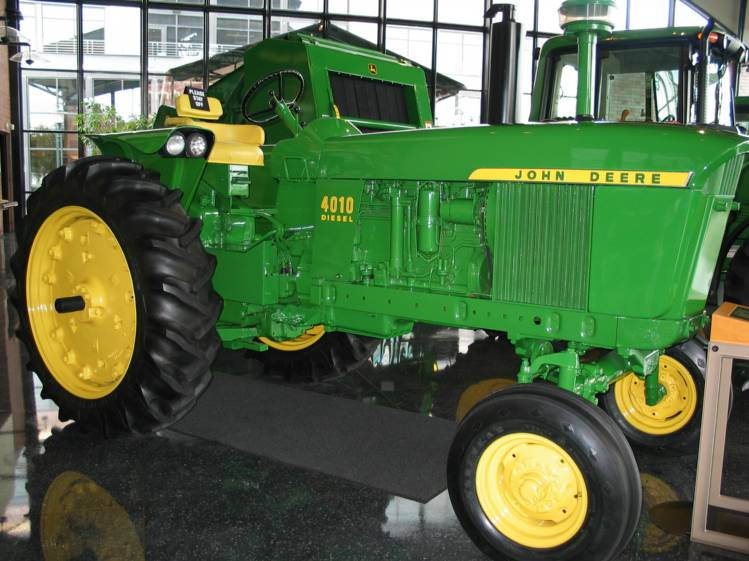
John Deere 4010 Diesel från början av 1960-talet
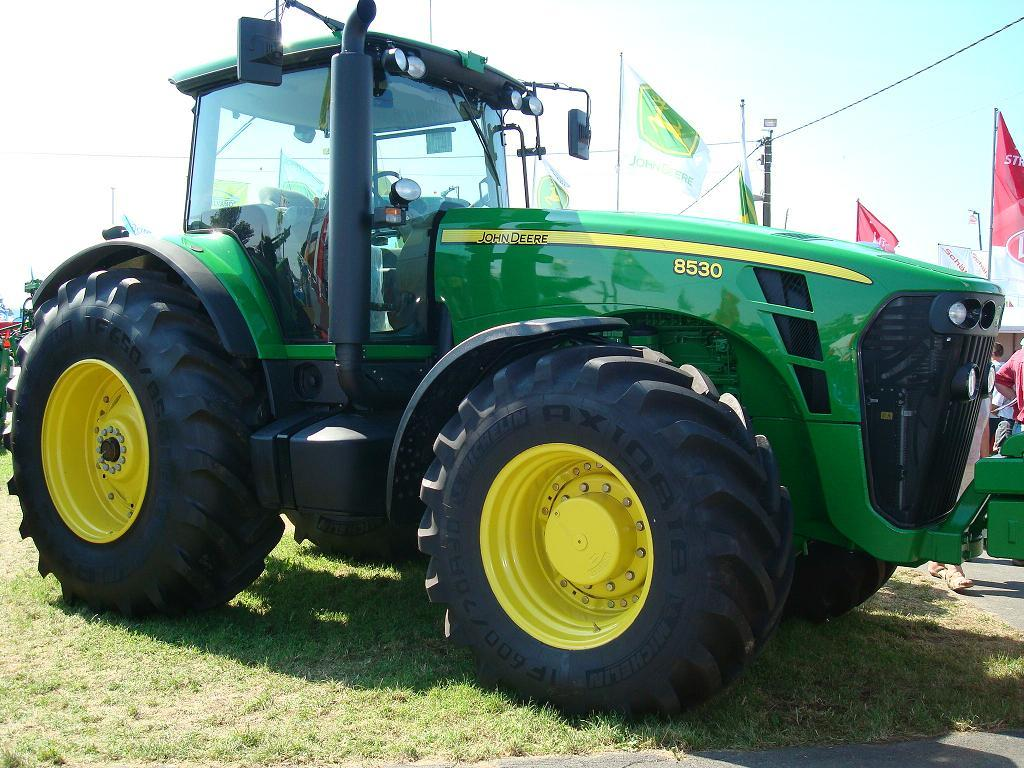
John Deere 8530, 2006-2009

## Jordbrukstraktorer
John Deere 6920
- Första exemplar: 2001
- Motorstorlek: 6,8 liter
- Antal cylindrar: 6
- Effekt: 116 kW (s varianten 122)
- Vikt: 5,88 ton

John Deere 8530
- Motorstorlek: 9,0 liter
- Antal cylindrar: 6
- Effekt: 264 kW (360 HK)
- Vikt: 11 ton
- Däck (standard): Bak 710/70X42 Fram 600/70X30

John Deere 4020
- Antal cylindrar: 6
- Effekt: 90-100 hp
- Däck (standard): Bak 18,4/38 fram ?
- år 1963-1972